# Um Homem de Moral
Um Homem de Moral é um documentário musical brasileiro de 2009 dirigido por Ricardo Dias.

## História
O enredo é centrado na obra musical do compositor Paulo Vanzolini (o título vem de um verso da canção "Volta por cima") que concedera duas entrevistas informais para o documentário, além de filmagens dos ensaios e das gravações de estúdio para o conjunto de quatro CDs, chamado "Acerto de Contas", em 2002, e do show nas dependências do SESC na Vila Mariana, bairro do estado de São Paulo.
Para as gravações, foi convidado um grande número de intérpretes e músicos, alguns ligados históricamente à carreira musical do compositor como Márcia e Inezita Barroso, cantoras da canção "Ronda", Virgínia Rosa e Bando de Macambira. Também aparecem Miucha e Chico Buarque de Hollanda, a quem o compositor conhecia desde quando eram crianças graças a amizade com a mãe deles e depois com o pai, Sérgio Buarque de Hollanda. Alguns sambistas de destaque apareceram como convidados e interpretam canções, como Martinho da Vila e Paulinho da Viola.
Na parte final, dois "clips": um composto de uma sequência de fotos de pessoas comuns de São Paulo, terra natal do compositor, ao som da canção "Boca da noite"; e várias pessoas cantando versos da célebre "Volta por cima". Foram incluídas ainda algumas imagens de arquivo, como as de um programa para a TV de Adoniram Barbosa; e cenas de documentário anterior gravadas pelo mesmo diretor, Ricardo Dias, que mostrara o trabalho de zoólogo de Vanzolini. A direção musical é de Italo Perón (que aparece nas cenas de estúdio).

## Canções interpretadas no filme
- Ronda
  - Autor: Paulo Vanzolini
  - Intérprete: Márcia
  - Editora: MUSIBRAS (ARLEQUIM)

O documentário abre com a canção e com Paulo Vanzolini falando de como é grato ao povo de São Paulo pelo sucesso da mesma. Conta em tom bem-humorado que as mulheres da colônia japonesa da cidade pedem muito a música em shows, escrevendo o título da canção em guardanapos substituindo o "R" pelo "H" (fazendo um trocadilho com a marca japonesa Honda). Nos letreiros finais, uma intérprete japonesa (Suely Klkuchi), aparentemente amadora, canta a canção num bar de karaokê.
- Cuitelinho (nome sertanejo para Beija-flor)
  - Autores: Paulo Vanzolini, Wagner Tiso, Milton Nascimento, Antonio Xandó
  - Intérprete: Maria Marta
  - Editoras: TREM MINEIRO / NASCIMENTO / PEERMUSIC

Vanzolini conta que seu amigo Antonio Xandó fora quem chamara a atenção para a música cantada por um barqueiro na fronteira do Brasil com o Paraguai e que ao ouvi-la, o inspirara a compor a letra completa (o primeiro verso não é dele, apenas os dois seguintes).
- Praça Clóvis
  - Autor: Paulo Vanzolini
  - Intérprete: Ana Bernardo
  - Editora: MUSIBRAS (ARLEQUIM)

Vanzolini conta que a inspiração viera quando, nos anos de 1940, vira batedores de carteiras agindo naquela praça de São Paulo. Adoniram Barbosa cita a música do amigo, dizendo que em contrapartida ele compusera "Praça da Sé".
- Chorava no meio da rua
  - Autor: Paulo Vanzolini
  - Intérprete: Vírgínia Rosa
  - Editora: MUSIBRAS (ARLEQUIM)

- O rato roeu a roupa do rei de roma
  - Autor: Paulo Vanzolini
  - Intérprete: Paulo Vanzolini
  - Editora: MUSICLAVE

O próprio Vanzolini recita os versos da canção, usando a mesma estrutura da frase original com a letra "r", mudando para outras letras como "s", "t" e "v" e depois alternando as palavras mantendo a sonoridade da frase inicial.
- Raiz
  - Autor: Paulo Vanzolini
  - Intérprete: Miúcha
  - Editora: MUSICLAVE (ARLEQUIM)

Vanzolini fala da amizade com a família de Miúcha, que ele conhecera ainda criança
- Quando eu for, eu vou sem pena
  - Autor: Paulo Vanzolini
  - Intérprete: Chico Buarque
  - Editora: ARLEQUIM

Aparecem as imagens dos ensaios e da gravação de Chico feita para o CD.
- Alberto
  - Autor: Paulo Vanzolini
  - Intérprete: Paulo Vanzolini
  - Editora: MUSICLAVE

Vanzolini novamente recita os versos cômicos da canção, sobre um homem bom que era amante de várias mulheres. Segundo ele, a inspiração veio de um paciente que conhecera quando trabalhava no Hospital das Clínicas, que fora baleado por sua amante quando esta descobrira que ele também tinha um caso com a filha dela.
- Leilão
  - Autor: Paulo Vanzolini
  - Intérprete: Chico Aguiar
  - Editora: MUSIBRAS (ARLEQUIM)

- Seu Barbosa
  - Autor: Paulo Vanzolini
  - Intérprete: Ana Bernardo
  - Editora: ARLEQUIM

Vanzolini fez a composição sob encomenda para ser cantada em uma homenagem a Adoniram Barbosa, a qual acabou não se realizando.
- Trato de homem
  - Autor: Paulo Vanzolini
  - Intérprete: Edu Maia
  - Editora: ARLEQUIM

A inspiração seria uma reposta a uma vereadora que fazia um discurso feminista.
- Mulher, toma juízo
  - Autor: Paulo Vanzolini
  - Intérprete: Chico Agular
  - Editora: ARLEQUIM

- Maria que ninguém queria
  - Autor: Paulo Vanzolini
  - Intérprete: João Macacão
  - Editora: ARLEQUIM

- A onça
  - Autor: Paulo Vanzolini
  - Intérprete: Paulo Vanzolini
  - Editora: DIREITOS RESERVADOS

- Valsa das três da manhã
  - Autor: Paulo Vanzolini / Paulinho Nogueira
  - Intérprete: Paulinho Nogueira
  - Editora: ARLEQUIM

- Valsa sem fim
  - Autor: Paulo Vanzolini
  - Intérprete: Virgínia Rosa
  - Editora: ARLEQUIM

- José
  - Autor: Paulo Vanzolini
  - Intérprete: Inezita Barroso
  - Editora: ARLEQUIM

- Bandeira de guerra
  - Autor: Paulo Vanzolini
  - Intérprete: Paulinho da Viola
  - Editora: MUSICLAVE (ARLEQUIM)

- Dançando na chuva
  - Autor: Paulo Vanzolini / Elton Medeiros
  - Intérprete: Elton Medeiros
  - Editora: ROB FILMES

- Juizo Final
  - Autor: Paulo Vanzolini
  - Intérprete: Martinho da Vila
  - Editora: ARLEQUIM

- Pedacinho do céu
  - Autor: Paulo Vanzolini/ Waldir Azevedo
  - Intérprete: Ana Bernardo
  - Editora: DIRETO

Vanzolini conta que levou 25 anos para terminar a composição, pois criar um "choro" o tornava "escravo da palheta", obrigado a colocar as acentuações das palavras em determinados lugares e não outros.
- Capoeira de Arnaldo
  - Autor: Paulo Vanzolini
  - Intérprete: Bando de Macambira
  - Editora: ARLEQUIM

- Boca da Noite
  - Autor: Paulo Vanzolini / Toquinho
  - Intérprete: Márcia
  - Editora: MUSIBRAS (ARLEQUIM)

- Volta por cima
  - Autor: Paulo Vanzolini
  - Intérprete: Ventura Ramires
  - Editora: PEERMUSIC